# Tierra humana (colección)
Tierra humana (or. Terre Humaine) es una especial colección de monografías, sobre modos de vida en poblaciones singulares de todo el globo terrestre, por la cual su director casi centenario —Jean Malaurie, geógrafo y antropólogo de la zona polar norte— es más conocido en España. Fue fundada en febrero de 1955; su último tomo hasta hoy es de 2010. La colección consta de un centenar de títulos. 

## Trayectoria
Es Tierra humana una colección única en la edición francesa y seguramente de todo el mundo. Su repercusión de hecho es internacional, como lo es su vocación: precisamente porque lucha contra la banal mundialización y rescata todo tipo de 'culturas' restringidas o minoritarias, a las que ha dado voz propia. El origen de la colección está en su visión en 1951 de una base atómica creada ocultamente en Groenlandia pos los EE. UU., y en las consecuencias que tuvo en la población inuit con la que estaba trabajando y en la que siempre ha encontrado un gran equilibrio ecológico.
Para Jean Malaurie y su Terre Humaine, el valor de un escritor de su colección estriba no solo en su erudición o su cultura sino en la gran escritura y en la defensa militante de grupos atacados por la civilización occidental, sean los inuit (empezó con Les derniers rois de Thulé), sean los indios del Amazonas de Tristes trópicos, su segundo gran libro, sea todo lo descrito por Eduardo Galeano en Las venas abiertas de América Latina. Los libros de Zola, Segalen, Ramuz, Agee, Ripellino, Lacarrière, Kroeber, Mead, Dumont o Condominas expresan la misma reconsideración.
Dice Malaurie, sobre el origen de su colección: "Tenía un modelo admirable, «La evolución de la humanidad» de Berr, con los libros de Lucien Febvre o Marc Bloch, entre tantos otros. Pero quería hacer una serie muy diferente, planteada de otra manera... Sentía afinidad por quienes se habían interesado por las minorías, por los «pueblos primeros» y en peligro de extinción, de ahí algunas de mis elecciones. De hecho, fundé «Tierra humana», como respuesta a la estación atómica que me encontré en el norte"
Pues Terre humaine ha supuesto con su más de medio siglo de vida un fenómeno único en el mundo, no solo por su venta de doce millones de libros, sino sobre todo porque se entrecruzan geografía humana, antropología e historia en una pluralidad de civilizaciones y perspectivas. Este trabajo inmenso, iniciado junto con el impresionante Tristes trópicos de Claude Lévi-Strauss, a solicitud suya, ha continuado hasta 2010 con uno o dos libros al año; sus volúmenes se han publicado en varias lenguas.

## Títulos
- Jean Malaurie, Les Derniers rois de Thulé. Avec les Esquimaux Polaires face à leur destin, 1955 (1989). Tr.: Los últimos reyes de Thule, 1. Los esquimales del Polo, 2. Expedición al Ártico, Grijalbo, 1981. ISBN 84-253-1320-1
- Claude Lévi-Strauss, Tristes tropiques, 1955. Tr.: Tristes trópicos, Paidós, 2006.
- Victor Segalen, Les Immémoriaux, 1956 (1993); or. 1907.
- Georges Balandier, Afrique ambiguë, 1956. Tr.: África ambigua, Sur, 1967.
- Don C. Talayesva, Soleil hopi. L'autobiographie d'un Indien Hopi, 1957 (1983); or. 1942, prólogo de Cl. Lévi-Strauss.
- Francis Huxley, Aimables sauvages. Chronique des Indiens Urubu de la forêt amazonienne, 1960; or. 1956.
- René Dumont, Terres vivantes. Voyages d'un agronome autour du monde, 1961. Tr.: Tierras vivas. Problemas de reforma agraria en el mundo, Era, 1963.
- Margaret Mead, Mœurs et sexualité en Océanie, 1963, I y II; or. 1928 y 1935. Tr.:  Adolescencia, sexo y cultura en Samoa, unido a Sexo y temperamento en tres sociedades primitivas, Barcelona, Paidós, 1990 y 2006.
- Mahmout Makal, Un village anatolien. Récit d’un instituteur paysan (Turquie), 1963 (1985); or. 1949.
- Georges Condominas, L’exotique est quotidien. Sar Luk (Vietnam central), 1966 (1977). Tr.: Lo exótico es cotidiano, Júcar, 1991.
- Robert Jaulin, La mort Sara. L’ordre de la vie ou la pensée de la mort au Tchad, 1967. Tr.: La muerte de los sara, Mitre, 1985.
- Jacques Soustelle, Les quatre soleils. Souvenirs et réflexions d'un ethnologue au Mexique, 1967 (1982). Tr.: Los cuatro soles. Orígenes y ocaso de las culturas, Guadarrama, 1969.
- Theodora Kroeber, Ishi. Testament du dernier Indien sauvage de l’Amérique du Nord, 1968 (1987); or. 1961. Tr.: Ishi. El último de su tribu, A. Bosch, 1992.
- Ettore Biocca, Yanoama. Récit d'une jeune femme brésilienne enlevée par les Indiens, 1968; or. 1965.
- Mary F. Smith y Baba Giwa, Baba de Karo. L'autobiographie d'une musulmane haoussa du Nigeria, 1969 (1983); or. 1954.
- Richard Lancaster, Piegan. Chronique de la mort lente. La réserve indienne des Pieds-Noirs, 1970; or. 1966.
- William H. Hinton, Fanshen. La Révolution communiste dans un village chinois, 1971; or. 1966. Tr.: Fanshen. Un documento sobre la Revolución en una aldea china, Barcelona, Laia, 1977.
- Ronald Blythe, Mémoires d’un village anglais. Akenfield (Suffolk), 1972 (1993); or. 1969.
- James Agee y Walker Evans, Louons maintenant les grands hommes. Trois familles de métayers en 1936 en Alabama, 1972 (2002), postfacio de B. Jackson; or. 1939. Tr.: Elogiemos ahora a hombres famosos, Barcelona, Planeta, 2009.
- Pierre Clastres, Chronique des indiens guayaki. Ce que savent les Aché, chasseurs nomades du Paraguay, 1972 (1985). Tr.: Crónica de los indios guayaquis, Alta Fulla, 1998.
- Selim Abou, Liban déraciné. Autobiographies de quatre Argentins d'origine libanaise, 1972.
- Francis A. J. Ianni, Des affaires de famille. La mafia à New York. Liens de parenté et contrôle social dans de crime organisé, 1973; or. 1972.
- Gaston Roupnel, Histoire de la campagne française, 1974; or. 1932. Epílogos de G. Bachelard, E. Le Roy Ladurie, P. Chaunu, P. Adam y J. Malaurie.
- Tawfiq al-Hakim, Un substitut de campagne en Égypte. Journal d’un substitut de procureur égyptien, 1974; or. 1942. Tr. Diario de un fiscal rural.
- Bruce Jackson, Leurs prisons. Autobiographies de prisonniers et d'ex-détenus américains, 1975; prefacio de Michel Foucault.
- Pierre Jakez Hélias, Le Cheval d'orgueil. Mémoires d’un breton du pays bigouden, 1975 (1985). El mismo libro, en bretón: Marh al lorh. Envorennou eur Bigouter. Tr. gallega Cabalo do orgullo, Xuntanza, 1993.
- Jacques Lacarrière, L'Eté grec. Une Grèce quotidienne de quatre mille ans, 1976 (1993).
- Adélaïde Blasquez, Gaston Lucas, serrurier. Cronique de l’anti-héros, 1976.
- Tahca Ushte y Richard Erdoes, De mémoire indienne, La vie d'un Sioux, voyant et guérisseur, 1977 (1985).
- Luis González, Les barrières de la solitude. Histoire universelle de San José de Gracia, village mexicain, 1977 (1982); or. 1968-1972. Tr.: Pueblo en vilo. Microhistoria de San José de Gracia, México, Colegio de México, 1979.
- Jean Recher, Le grand métier. Journal d’un capitaine de pêche de Fécamp, 1977 (1983).
- Wilfred Thesiger, Le désert des déserts. Avec les Bédouins, derniers nomades de l’Arabie du Sud, 1978 (1983); or. 1959. Arenas de Arabia, Barcelona, Península, 2003.
- Josef Erlich, La flamme du Shabbath. Le Shabbath, moment d’éternité, dans une famille juive polonaise, 1978; or. 1970.
- C.-F. Ramuz, La pensée remonte les fleuves. Essais et réflexions, 1979; or. 1927-1949, prefacio de J. Malaurie.
- Antoine Sylvère, Toinou. Le cri d’un enfant auvergnat (Pays d’Ambert), 1980, prefacio de P. J. Hélias.
- Eduardo Galeano, Les veines ouvertes de l'Amérique latine. Une contre-histoire, 1981 (1991); or. 1971. Or.: Las venas abiertas de América Latina, México, siglo XXI, varias eds.
- Eric de Rosny, Les yeux de ma chèvre. Sur les pas des maîtres de la nuit en pays Douala (Cameroun), 1981 (1984).
- Amicale d’Oranienburg-Sachsenhausen, Sachso. Au cœur du système concentrationnaire nazi, 1982.
- Pierre Gourou, Terres de bonne espérance. Le monde tropical, 1982.
- Wilfred Thesiger, Les Arabes des marais. Tigre et Euphrate, 1983 (1991). Tr.: Árabes de las marismas, Barcelona, Península, 2001.
- Margit Gari, Le vinaigre et le fiel. La vie d'une paysanne hongroise, 1983 (1989).
- Alexander Alland, La danse de l’araignée. Un ethnologue américain chez les Abron (Côte d'Ivoire), 1984.
- Bruce Jackson y Diane Christian, Le quartier de la mort. Expier au Texas, 1985; or. 1980.
- René Dumont, Pour l’Afrique, j’accuse. Le Journal d’un agronome au Sahel en voie de destruction, 1986 (1993), epílogos de M. Rocard y J. Malaurie. Tr.: En favor de África, yo acuso: diario de un agrónomo en el Sahel en vías de destrucción, Júcar, 1989].
- Émile Zola, Carnets d'enquêtes. Une ethnographie inédite de la France, 1987; edición de H. Mitterrand.
- Colin Turnbull, Les Iks. Survivre par la cruauté (Nord Ouganda), 1987; or. 1972, epílogos de J. Towles, C. Turnbull, J. Malaurie.
- Bernard Alexandre, Le Horsain. Vivre et survivre en pays de Caux, 1988.
- Andreas Labba, Anta. Mémoires d’un lapon (Suède), 1989; or. 1966.
- Michel Ragon, L’accent de ma mère. Une mémoire vendéenne, 1989, or. 1980.
- François Leprieur, Quand Rome condamne. Dominicains et prêtres-ouvriers, 1989.
- Robert F. Murphy, Vivre à corps perdu. Le témoignage et le combat d’un anthropologue paralysé, 1990 (1987); epílogos de M. Gillibert y A.-D. Nenna.
- Pierre Jakez Hélias, Le quêteur de mémoire. Quarante ans de recherche sur les mythes et la civilisation bretonne, 1990.
- Jean Duvignaud, Chebika, seguido de Retour à Chebika. Changements dans un village du Sud tunisien, 1991; or. 1968.
- Laurence Caillet, La maison Yamazaki. La vie exemplaire d'une paysanne japonaise devenue chef d’une entreprise de haute coiffure, 1991. Tr.: La casa Yamazaki, Circe, 1995.
- Augustin Viseux, Mineur de fond. Fosses de Lens. Soixante ans de combat et de solidarité, 1991.
- Mark Zborowski y Elisabeth Herzog, Olam. Dans le shtetl d'Europe centrale, avant la Shoah, 1992; or. 1951, prefacio de A. J. Heschel.
- Ivan Stoliaroff, Un village russe. Récit d’un paysan de la région de Voronej. 1880-1906, 1992; or. 1986, estudios de P. Pascal.
- Angelo Maria Ripellino, Praga magica. Voyage initiatique à Prague, 1993; or. 1973. Tr.: Praga mágica, Barcelona, Seix-Barral, 2003.
- Philippe Descola, Les lances du crépuscule. Relations Jivaros (Haute-Amazonie), 1994.
- Jean y Huguette Bézian, Les grandes heures des moulins occitans. Paroles de meuniers, 1994.
- Viramma, Une vie paria. Le rire des asservis (Pays Tamul, Inde du Sud), 1995, con Josiane y Jean-Luc Racine.
- Dominique Fernandez, La perle et le croissant. L’Europe baroque de Naples à Saint-Pétersbourg, 1995; fotos de Ferrante Ferranti.
- Claude Lucas, Suerte. L’exclusion volontaire, 1996; notas de É. Levinas y J. Malaurie.
- Kenn Harper, Minik, L’Esquimau déraciné, 1997; or. 1986, prefacio de J. Malaurie.
- Hillel Seidmann, Du fond de l’abîme. Journal du ghetto de Varsovie, 1998; or. 1946.
- Jean Malaurie, Hummocks: 1. De la pierre à l’homme, Nord-Groenland; Arctique central canadien; 2. Alaska, avec les chasseurs de baleine, Mer de Béring; Tchoukotka (Sibérie), aux origines mitiques des Inuit, 1999.
- Roger Bastide, Le candomblé de Bahia (Brésil). Rite Nagô, 2000; or. 1958; prefacios de F. H. Cardoso y J. Duvignaud.
- Jean Cuisenier, Mémoires des Carpathes. La Roumanie millénaire: un regard intérieur, 2000.
- Pierre Miquel, Les Poilus. La France sacrifiée, 2000.
- Anne Marie Marchetti, Perpétuités. Le temps infini des longues peines, 2001.
- Patrick Declerck, Les naufragés. Avec les clochards de Paris, 2001. Tr.: Los náufragos. Con los indigentes de París, Madrid, AEN, 2006.
- Armand Pelletier e Yves Delaporte, «Moi Armand, né sourd et muet... ». Au nom de la science, la langue des signes sacrifiée, 2002.
- Darcy Ribeiro, Carnets indiens. Avec les indiens Urubus-Kaapor (Brésil), 2002; or. 1996, prefacios del autor y J. Pasta.
- Dominique Sewane, Le souffle du mort. Avec les Batammariba (Togo, Bénin), 2003.
- Barbara Tedlock, Rituels et pouvoirs. Avec les indiens Zuñis-Pueblo (Nouveau-Mexique), 2004; or. 1992.
- Dominique Sewane, Le souffle du mort. Avec les Batammariba (Togo, Bénin) (2003)
- Barbara Glowczewski, Rêves en colère. Alliances aborigènes dans le nord-ouest australien, 2004.
- Marie-Laure Prévost, Victor Hugo, ethnographe, 2005.
- Jacques Lacarrière, Chemins d’écriture, 2005; or. 1988, epílogo de J. Malaurie.
- Pascal Dibie, Le village métamorphosé. Révolution dans la France profonde, 2006.
- Y. L. Peretz, Les oubliés du shtetl. Yiddishland, 2007; or. 1892; prólogo de J. Malaurie, estudios de N. y M. Weinstock.
- E. Coeurdevey, Carnets de guerre, 1914-1918. Un témoin lucide, 2008, prefacio de J. Marseille.
- Davi Kopenawa y Bruce Albert, La Chute du ciel. Paroles d'un chaman yanomami, 2010